# Leptanilla boltoni
Leptanilla boltoni är en myrart som beskrevs av Baroni Urbani 1977. Leptanilla boltoni ingår i släktet Leptanilla och familjen myror. Inga underarter finns listade i Catalogue of Life.